# Tobias Enström
Tobias Enström (ur. 5 listopada 1984 w Örnsköldsvik) – szwedzki hokeista, reprezentant Szwecji.
Jego bracia Tommy (ur. 1986) i Thomas (ur. 1989) oraz kuzyni Jonatan Sjödin, Simon Sjödin i Christopher Königsson także zostali hokeistami.

## Kariera
- Ångermanland (1999)
- MODO J18 (1999–2001)
- MODO J20 (2001–2002)
- MODO (2002–2007)
- Atlanta Thrashers (2007–2011)
- Winnipeg Jets (2009-2018)
  -  EC Red Bull Salzburg (2012)
- MODO (2018-)

Wychowanek klubu Höga Kusten HF. Od września 2008 zawodnik Atlanta Thrashers, związany czteroletnim kontraktem. Przed jego upływem w 2011 roku został graczem Winnipeg Jets, podpisując pięcioletni kontrakt Na okres lokautu w sezonie NHL (2012/2013) od października 2012 roku był związany z austriackim klubem EC Red Bull Salzburg. W sierpniu 2018 powrócił do macierzystego MODO i został kapitanem drużyny. Rok potem przedłużył kontrakt.
Uczestniczył w turniejach mistrzostw świata w 2007, 2009 oraz zimowych igrzyskach olimpijskich 2010.

## Sukcesy

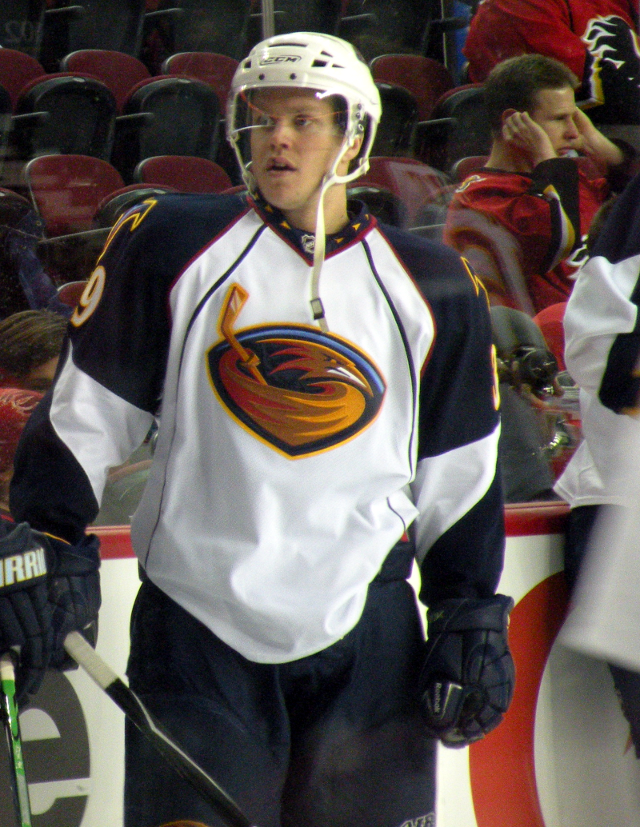
Tobias Enström w barwach Atlanta Thrashers (2009)

Reprezentacyjne
- Brązowy medal mistrzostw świata: 2009

Klubowe
- Złoty medal mistrzostw Szwecji: 2007 z MODO

Indywidualne
- Elitserien (2002/2003):
  - Najlepszy pierwszoroczniak sezonu Elitserien
- Elitserien (2006/2007):
  - Pierwsze miejsce w klasyfikacji asystentów w fazie play-off: 11 asyst
  - Pierwsze miejsce w klasyfikacji kanadyjskiej wśród obrońców w fazie play-off: 12 punktów
- NHL (2007/2008):
  - NHL All-Rookie Team
  - NHL YoungStars Roster
- NHL (2010/2011):
  - NHL All-Star Game (wybrany, nie wystąpił)